# Sabine Dähne
Sabine Dähne   (Colditz, 27 de febrer de 1950) és una remadora alemanya, ja retirada, que va competir sota bandera de la República Democràtica Alemanya durant les dècades de 1960 i 1970.
El 1976 va prendre part en els Jocs Olímpics d'Estiu de Mont-real on, formant parella amb Angelika Noack, guanyà la medalla de plata en la prova del dos sense timoner del programa de rem. En el seu palmarès també destaquen tres medalla d'or al Campionat del món de rem, tres de plata i una de bronze al Campionat d'Europa de rem i cinc campionats nacionals.